# Hélice-giro-hélice

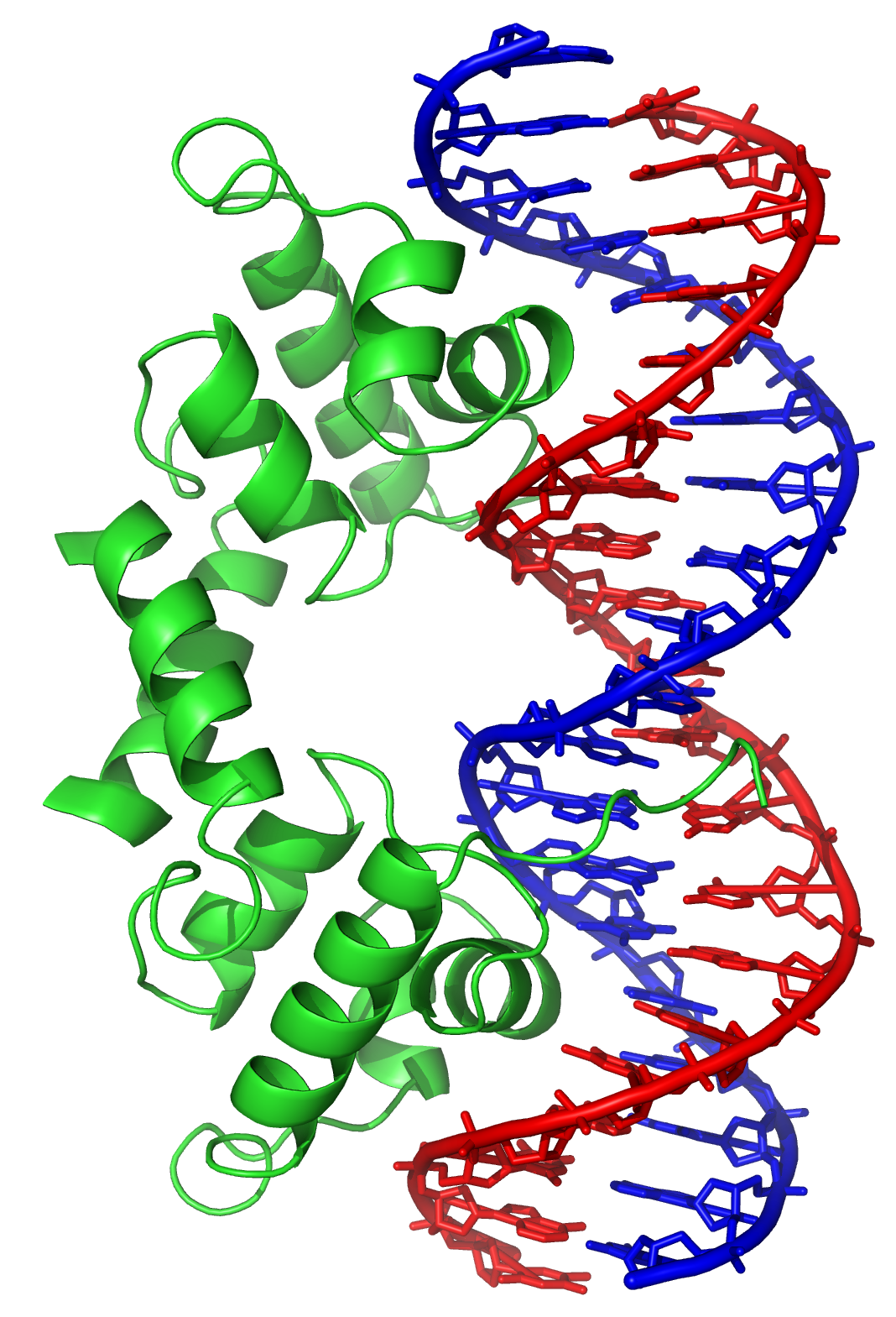
El represor λ del fago λ emplea una hélice-giro-hélice (arriba; verde) para unirse al ADN (abajo; azul y rojo).

En proteínas, la hélice-giro-hélice es uno de los principales motivo de estructura secundaria capaces de unirse al ADN. Se compone de dos hélices α unidas por una breve secuencia lineal de aminoácidos y se encuentra en muchas proteínas que regulan la expresión génica. No debe ser confundida con el dominio hélice-lazo-hélice.
Su descubrimiento se basó en las similitudes entre los genes de Cro, PAC, y el represor λ, que comparten una secuencia de 20-25 aminoácidos que facilita el reconocimiento por el ADN. El reconocimiento y unión a ADN se hace a través de las dos hélices α, un ocupando el motivo N-terminal y la otra el motivo C-terminal. En la mayoría de los casos, como en el represor Cro, la segunda hélice contribuye más al reconocimiento del ADN y, por tanto, es a menudo llamada la "hélice de reconocimiento". Se une al surco mayor del ADN a través de una serie de puentes de hidrógeno e interacciones de van der Waals con las bases expuestas. La otra hélice α estabiliza la interacción entre proteínas y ADN, pero no juega un papel importante en el reconocimiento.